# Paraboea changjiangensis
Paraboea changjiangensis är en tvåhjärtbladig växtart som beskrevs av Fu Wu Xing och Z.X. Li. Paraboea changjiangensis ingår i släktet Paraboea och familjen Gesneriaceae. Inga underarter finns listade i Catalogue of Life.